# Campionato italiano di beach soccer 2025 - Poule Scudetto

## Date
| Fase           | Turno         | Data                      |
| -------------- | ------------- | ------------------------- |
| Poule Scudetto | Prima tappa   | 30 maggio - 2 giugno 2025 |
| Poule Scudetto | Seconda tappa | 9-10 luglio 2025          |
| Poule Scudetto | Terza tappa   | 18-20 luglio 2025         |

## Squadre
- Bologna
- Cagliari
- Catania
- Catania FC
- Milano
- Napoli
- Pisa
- Mare di Roma
- Sambenedettese
- Viareggio

## Risultati

### 1ª tappa
| Squadra 1      | Risultato       | Squadra 2      |
| 1ª giornata    | 1ª giornata     | 1ª giornata    |
| -------------- | --------------- | -------------- |
| Sambendettese  | 3 - 1           | Catania FC     |
| Catania        | 6 - 0           | Roma           |
| Viareggio      | 3 - 4           | Napoli         |
| Milano         | 1 - 5           | Pisa           |
| Bologna        | 4 - 10          | Cagliari       |
| 2ª giornata    |                 |                |
| Napoli         | 7 - 2           | Milano         |
| Roma           | 8 - 8 (2-4 dtr) | Viareggio      |
| Catania FC     | 3 - 5           | Pisa           |
| Bologna        | 1 - 5           | Catania        |
| Cagliari       | 2 - 3           | Sambenedettese |
| 3ª giornata    |                 |                |
| Catania FC     | 12 - 2          | Bologna        |
| Sambenedettese | 5 - 3           | Milano         |
| Napoli         | 5 - 1           | Roma           |
| Pisa           | 2 - 4           | Viareggio      |
| Cagliari       | 2 - 4           | Catania        |
| 4ª giornata    |                 |                |
| Milano         | 4 - 1           | Bologna        |
| Roma           | 4 - 5           | Cagliari       |
| Viareggio      | 6 - 1           | Sambenedettese |
| Pisa           | 3 - 2           | Napoli         |

### 2ª tappa
| Squadra 1      | Risultato       | Squadra 2      |
| 5ª giornata    | 5ª giornata     | 5ª giornata    |
| -------------- | --------------- | -------------- |
| Catania FC     | 5 - 1           | Roma           |
| Pisa           | 5 - 3           | Sambenedettese |
| Catania        | 3 - 0           | Viareggio      |
| Cagliari       | 4 - 5           | Milano         |
| Napoli         | 8 - 0           | Bologna        |
| 6ª giornata    |                 |                |
| Milano         | 5 - 5 (9-8 dtr) | Roma           |
| Sambenedettese | 8 - 1           | Bologna        |
| Viareggio      | 5 - 4           | Catania FC     |
| Catania        | 4 - 4 (7-5 dtr) | Pisa           |
| Napoli         | 7 - 4           | Cagliari       |

### 3ª tappa
| Squadra 1      | Risultato   | Squadra 2      |
| 7ª giornata    | 7ª giornata | 7ª giornata    |
| -------------- | ----------- | -------------- |
| Sambenedettese | 4 - 5       | Napoli         |
| Roma           | 5 - 8       | Pisa           |
| Bologna        | 4 - 9       | Viareggio      |
| Milano         | 2 - 9       | Catania        |
| Catania FC     | 5 - 6       | Cagliari       |
| 8ª giornata    |             |                |
| Bologna        | 2 - 4       | Roma           |
| Pisa           | 4 - 3       | Cagliari       |
| Viareggio      | 6 - 3       | Milano         |
| Catania        | 3 - 2       | Sambenedettese |
| Catania FC     | 5 - 6       | Napoli         |
| 9ª giornata    |             |                |
| Catania        | 2 - 1       | Napoli         |
| Milano         | 7 - 8       | Catania FC     |
| Roma           | 1 - 5       | Sambenedettese |
| Bologna        | 6 - 11      | Pisa           |
| Cagliari       | 2 - 6       | Viareggio      |

#### Recupero
| Squadra 1            | Risultato            | Squadra 2            |
| Recupero 4ª giornata | Recupero 4ª giornata | Recupero 4ª giornata |
| -------------------- | -------------------- | -------------------- |
| Catania              | 2 - 3                | Catania FC           |

### Classifica
|  | Pos. | Squadra        | Pt | G | V | V+ | Vr | P | GF | GS | DR  |
|  | ---- | -------------- | -- | - | - | -- | -- | - | -- | -- | --- |
|  | 1.   | Catania        | 22 | 9 | 7 | 0  | 1  | 1 | 38 | 15 | +18 |
|  | 2.   | Pisa           | 21 | 9 | 7 | 0  | 0  | 3 | 47 | 31 | +16 |
|  | 3.   | Napoli         | 19 | 9 | 6 | 1  | 0  | 3 | 45 | 24 | +21 |
|  | 4.   | Viareggio      | 19 | 9 | 6 | 0  | 1  | 3 | 47 | 31 | +16 |
|  | 5.   | Sambenedettese | 15 | 9 | 5 | 0  | 0  | 4 | 34 | 27 | +7  |
|  | 6.   | Catania FC     | 11 | 9 | 3 | 1  | 0  | 5 | 46 | 37 | +9  |
|  | 7.   | Cagliari       | 9  | 9 | 3 | 0  | 0  | 6 | 38 | 42 | -4  |
|  | 8.   | Milano         | 7  | 9 | 2 | 0  | 1  | 6 | 32 | 50 | -18 |
|  | 9.   | Roma           | 3  | 9 | 1 | 0  | 0  | 8 | 29 | 49 | -20 |
|  | 10.  | Bologna        | 0  | 9 | 0 | 0  | 0  | 9 | 21 | 71 | -50 |

Legenda:
      Ammesse alla fase finale.
      Ammessa ai play-off per il mantenimento/conquista di un posto della Poule Scudetto 2025.
      Retrocessa in Poule Promozione 2025.
Regolamento:
Tre punti per la vittoria nei tempi regolamentari, due nel tempo supplementare, uno ai calci di rigore, zero per la sconfitta.